# 名古屋モーターショー

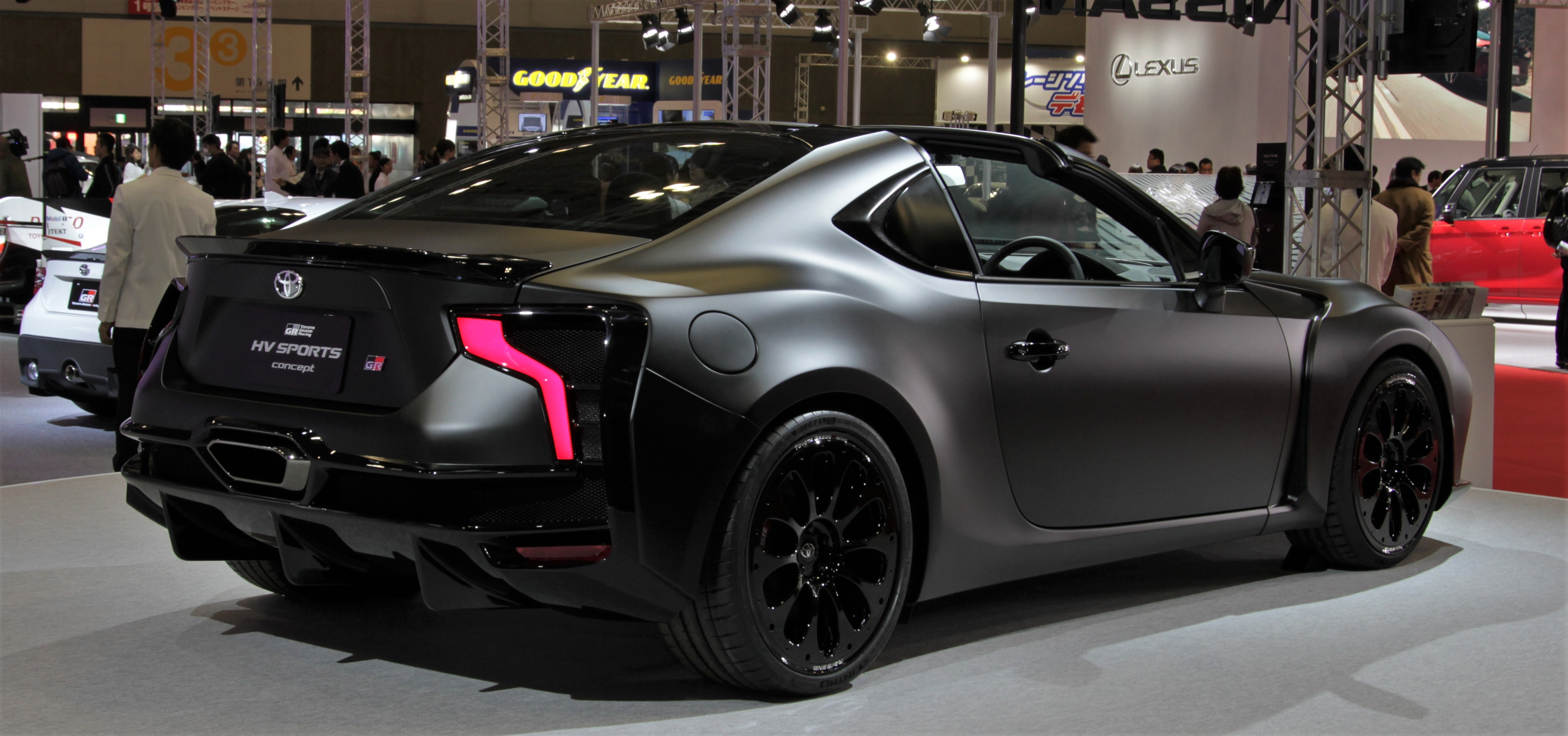
2017年の名古屋モーターショーに出店されたToyota GAZOO Racing HV Sports Concept

名古屋モーターショー（なごやモーターショー）とは、東京モーターショーが開催される年度に、愛知県名古屋市の名古屋市国際展示場（ポートメッセなごや）で開催されるモーターショー。1979年（昭和54年）に第1回が開催され、日本国内では東京モーターショーに次いで2番目に歴史が長い。

## 歴史
1979年11月に中部経済新聞社と東海ラジオ放送の共催により、吹上ホールにて前身の『ナゴヤモーターフェスティバル』が開催された（来場者数は74500人）。第2回開催の1981年からは、開催場所を現在の名古屋市国際展示場（ポートメッセなごや）に移した（来場者数は111900人）。その後10年を経た1991年の第3回開催より、『名古屋モーターショー』に名称変更した。現在は三日間の開催で来場者数が約20万人（2015年の第19回、主催者発表）となっている。
近年では外国車メーカーにおいては、その年の東京モーターショーでは出展を見送り、名古屋以降の開催地から出展されるメーカーが多く、2009年開催の第16回開催では東京では出展を見合わせた一部の欧米外国車メーカーが出展し、ジャガー・XJ・シボレー・カマロ・ポルシェ・パナメーラ等がジャパンプレミアとなり、また2013年開催の第18回ではキャデラック・CTS（3代目）やシボレー・コルベット（7代目・C7型）が、2015年開催の第19回ではアストンマーティン・ヴァンテージ GTS12やフォード・マスタング（7代目・右ハンドル仕様車）が、2017年に開催された第20回ではジャガー・Eペイスがジャパンプレミアとなった。
2021年は新型コロナウイルス感染症流行の影響により、NMS改称から30年で初の開催見送りとなった。その後2023年に東京モーターショーが『ジャパンモビリティショー』と改めて再スタートすることに伴い、当ショーも同年11月23日 - 26日開催分より『名古屋モビリティショー』（NAGOYA MOBILITY SHOW）と2度目の名称変更を行った。
2023年度に「東京モーターショー」が「JAPAN MOBILITY SHOW」としてリニューアルしたことを受け、当ショーも2025年から「JAPAN MOBILITY SHOW NAGOYA」に改称することとなった。

## 主催・後援
第19回の主催と後援は次のとおりである。

### 主催
- 中部経済新聞社
- 東海ラジオ放送
- 中日新聞社
- 中日スポーツ
- 東海テレビ放送

### 後援
- 中部経済産業局
- 中部地方整備局
- 中部運輸局
- 中部管区警察局
- 東海総合通信局
- 日本貿易振興機構名古屋貿易情報センター
- 愛知県
- 岐阜県
- 三重県
- 静岡県
- 名古屋市
- 中部経済連合会
- 名古屋商工会議所
- 日本自動車工業会
- 日本自動車販売協会連合会
- 日本自動車輸入組合
- 日本自動車タイヤ協会
- 日本自動車整備振興会連合会
- 電池工業会
- 石油連盟
- 日本自動車部品工業会中部支部
- 自動車技術会中部支部
- 日本自動車連盟中部本部
- 日本損害保険協会中部支部
- 日本自動車研究所
- 愛知県自動車会議所
- 愛知県自動車販売店協会
- 愛知県軽自動車協会
- 愛知県輸入自動車販売店協会
- 愛知県自動車部品販売協会
- 日本二輪車普及安全協会
- 愛知県二輪車普及安全協会
- 愛知オートバイ事業共同組合
- 中日本高速道路
- 愛知県道路公社
- 名古屋高速道路公社
- 日刊自動車新聞社

## 主な開催データ
| 回 | 開催期間              | 来場者数  | 併催企画 | 備考                                       |
| -- | --------------------- | --------- | --- | ------------------------------------------ |
| 12 | 2001年11月22日 - 25日 | 204,900人 | |                                            |
| 13 | 2003年11月21日 - 24日 | 226,400人 | |                                            |
| 14 | 2005年11月17日 - 20日 | 226,400人 | |                                            |
| 15 | 2007年11月22日 - 25日 | 252,100人 | - モータースポーツコーナー - クリーンエネルギー車同乗試乗会 - あいちITSワールド2007 - ITS交流フォーラム2007 | 展示規模：76社 約300台                     |
| 16 | 2009年11月20日 - 23日 | 174,500人 | - あいちITSワールド2009 - クリーンエネルギー車同乗試乗会 |                                            |
| 17 | 2011年11月22日 - 25日 | 203,900人 | - あいちITSワールド2011 - クリーンエネルギー車同乗試乗会 |                                            |
| 18 | 2013年12月12日 - 15日 | 194,500人 | - あいちITSワールド2013 - 最新市販車&次世代自動車同乗試乗会 - セーフティドライブ体験試乗会 |                                            |
| 19 | 2015年11月20日 - 23日 | 203,500人 | - あいちITSワールド2015 - 最新市販車の試乗会 - セーフティドライブ体験試乗会 |                                            |
| 20 | 2017年11月23日 - 26日 | 205,900人 | - あいちITSワールド2017 - 最新市販車の試乗会 - セーフティドライブ体験会 | 公式アンバサダー：松井珠理奈               |
| 21 | 2019年11月21日 - 24日 | 183,250人 | - あいちITSワールド2019 - 最新市販車の試乗会 - セーフティドライブ体験会 | 公式アンバサダー：松井珠理奈               |
| 22 | 2023年11月23日 - 26日 | 163,090人 | - あいちITSワールド2023 - 最新市販車の試乗会 - セーフティドライブ体験試乗会 - 駐車支援システム体験試乗会 - 自動運転バス試乗会 - 電動キックボード試乗会 - TOYOTAモビリティ体験ゾーン - Tokyo Future Tourシアター | この年から「名古屋モビリティショー」に改称 |
| 23 | 2025年11月22日 - 24日 |           | | JAPAN MOBILITY SHOW NAGOYA 2025            |

※先述の東京モーターショー→ジャパンモビリティショーと同様奇数年開催であるが、主催するテレビ・ラジオ2社の開局年及び新聞3紙の創刊年はすべて偶数年である。